# 山仔頂製糖所

山仔頂製糖所

大寮製糖所，又稱山仔頂製糖所，是一座曾經存在於今高雄市大寮區的製糖工廠。

## 沿革
1905年，陳中和與陳晉臣、陳升冠、陳文遠、周鳴球、孫明輝等人成立新興製糖株式會社，並於高雄州鳳山郡大寮庄設立新式製糖工場，壓榨能力為150公噸（後提升到850英噸），稱山仔頂製糖所，為第一間由臺人設立之新式製糖工廠。
1941年，隨新興製糖併入臺灣製糖株式會社，山仔頂製糖所改稱大寮製糖所。
1944年，併入後壁林製糖所。
1945年，受美軍轟炸嚴重損毀，將製糖設備移至後壁林製糖所繼續使用，大寮製糖所隨後停閉。
目前廠區原址由會社88夜市使用；存有原辦公室屋瓦、煤炭儲置場、五分車車頭倉庫遺跡，部分糖業鐵道路基原址作自行車道使用。

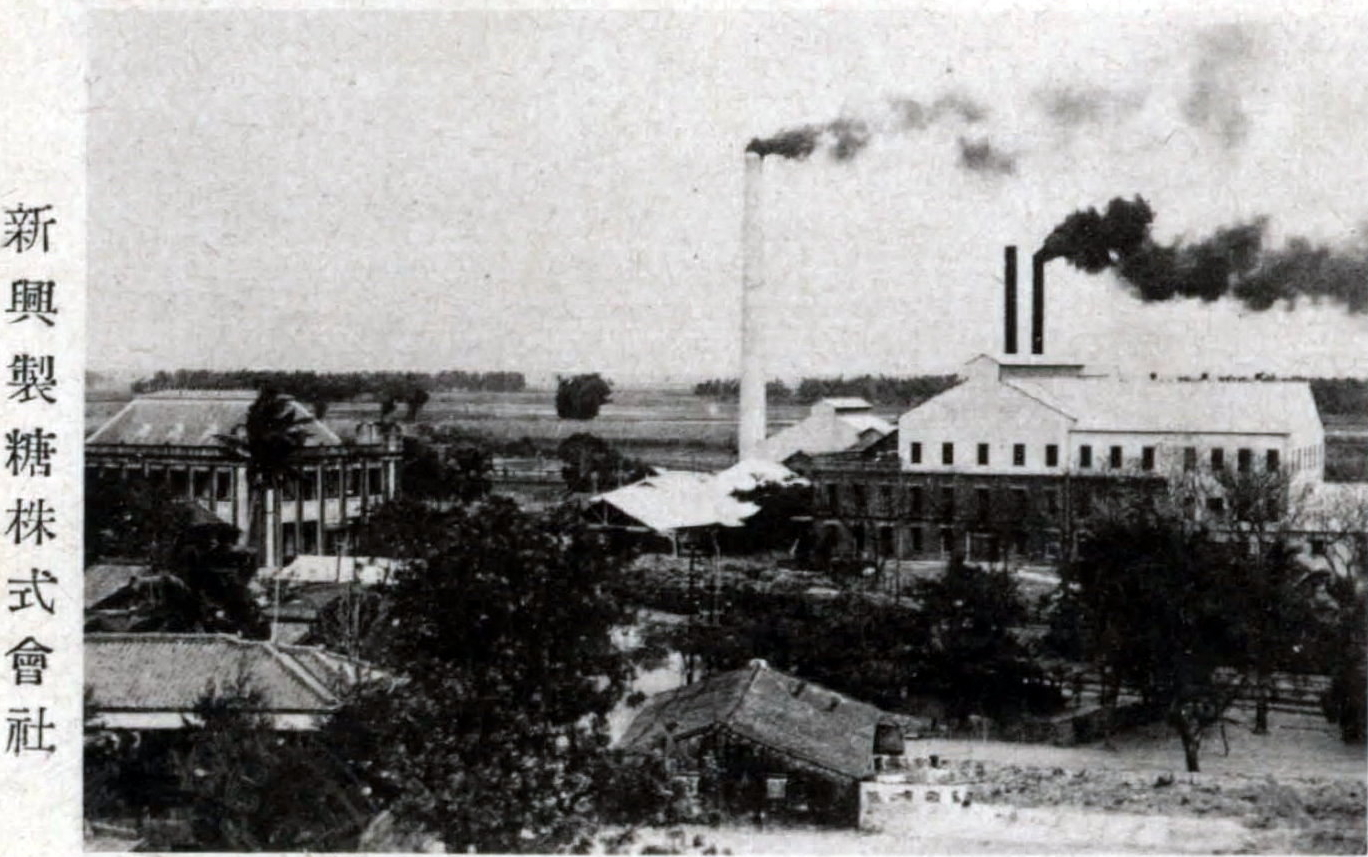
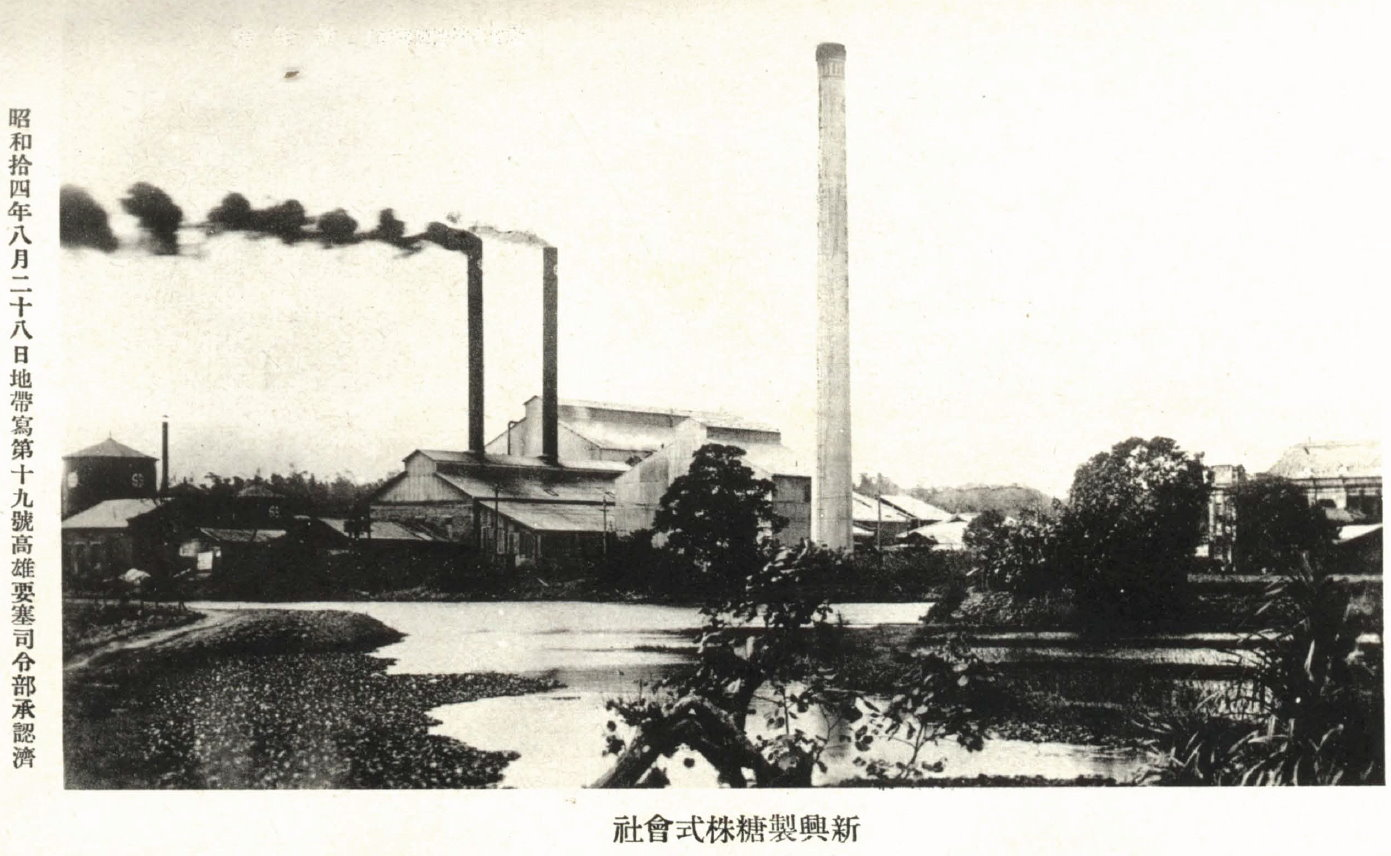
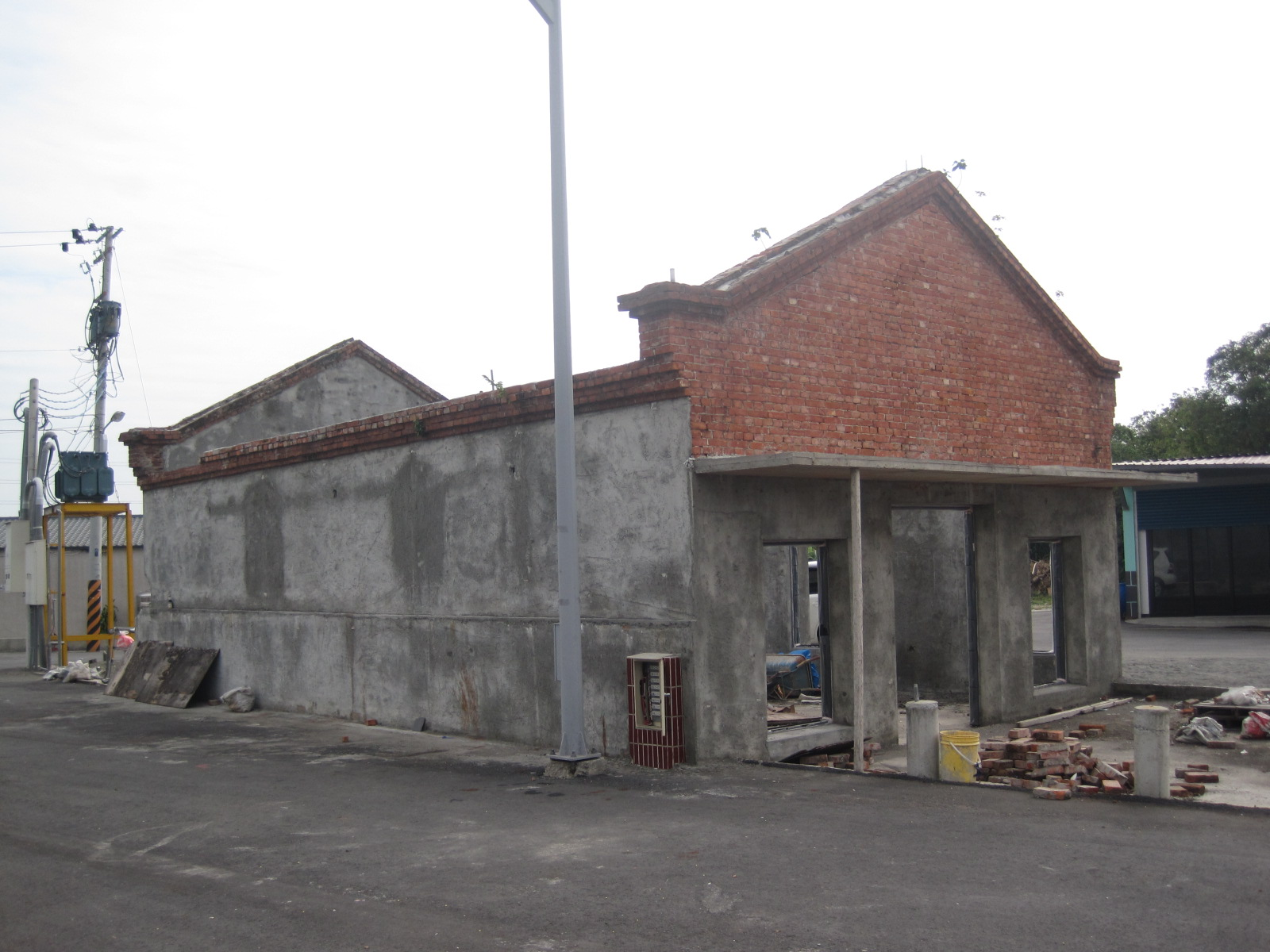
大寮山仔頂製糖所遺跡

## 外部連結
- 臺糖全球中文網 （页面存档备份，存于）

## 延伸閱讀

### 關於鐵道

#### 車站遺跡
- 飛行場の測候所: 新興製糖最後的鳳山站身影 （页面存档备份，存于）
- 古蹟變夜市 大寮搶救五分車站 - 《鞠園》文史與集郵論壇

#### 路線
- 高雄新興製糖株式會社之糖鐵路線，廖德宗，地圖與遙測影像數位典藏計畫，2014-09-28 （页面存档备份，存于）
- 大寮冰糖廠鐵道分布圖 - Google Maps （页面存档备份，存于）
- 林園線（鳳山─林園）-1942年停運 - 臺灣鐵路列車部落格 - udn部落格 （页面存档备份，存于）